# Bussang
Bussang település Franciaországban, Vosges megyében. Lakosainak száma 1289 fő (2022. január 1.). Bussang Le Ménil, Saint-Maurice-sur-Moselle, Ventron, Fellering, Urbès és Fresse-sur-Moselle községekkel határos.

## Népesség
A település népességének változása:
| Lakosok száma | 1451 | 1432 | 1428 | 1383 | 1360 | 1349 | 1339 | 1320 | 1289 |
|               | 2013 | 2015 | 2016 | 2017 | 2018 | 2019 | 2020 | 2021 | 2022 |